# تپانچه‌ای برای رینگو
تپانچه‌ای برای رینگو  (انگلیسی: A Pistol for Ringo 1965) یک فیلم وسترن ۹۸ دقیقه‌ای ایتالیایی به کارگردانی دوچو تساری و با بازی جولیانو جما، لورلا ده لوکا، فرناندو سانچو است که در سال ۱۹۶۵ منتشر شد.

## خلاصه داستان
یک هفت تیرکش جولیانو جما مامور می شود تا به گروه راهزنان مکزیکی نفوذ کرده و گروگانهای آنها را از جمله نامزد کلانتر را نجات دهد…

## بازیگران اصلی
- جولیانو جما
- فرناندو سانچو
- لورلا ده لوکا
- نیه‌بس ناوارو
- آنتونیو کاساس
- جرج آر. آر. مارتین
- ناتسارنو زامپرلا